# 再說一次我愛你 (電影)
《再說一次我愛你》是一部由香港映艺娱乐有限公司出品，2005年上映的愛情電影，新晋导演余伟国及李公樂聯合执导，劉德華、蔡卓妍及楊采妮主演，其中劉德華饰演两个角色。創作參考墨西哥導演伊納利圖（Alejandro Gonzalez Inarritu）電影《靈魂的重量（21 Grams）》

## 故事內容
故事是講述紫晴（蔡卓妍 飾演）為高醫生（劉德華 分飾）的太太，一次車禍意外中不幸身亡，令高醫生改變了一生，因不捨前妻的愛及無比的自責，令高醫生活在痛苦之中，每天過著失落及枯燥的生活。謝婉森（楊采妮 飾演）為髮形師Derek（劉德華 分飾）的太太，是首位進行心臟移植手術的心臟病患者，因紫晴身亡後捐出心臟令她獲得新生。本著自己不健康的身體及自卑的心態，謝婉森總是對不停為她付出的丈夫疑神疑鬼，終令Derek忍受不了之下陪同朋友飛住日本。
兩年後，高醫生在一次車禍中重遇婉森，但是同時之間也得知聂醫生（黃秋生 飾演）告知婉森心臟再出現問題的病情和婉森將會死亡的事實。高醫生得悉後決定扮演Derek陪同婉森過最後的日子，為紫晴做最後一點事，盡最後一點的心意及付出最後的一點愛……

## 角色
| 演員   | 角色         | 介紹                |
| 劉德華 | 高醫生       | 紫晴的丈夫          |
| 劉德華 | Derek        | 髮形師 謝婉森的丈夫 |
| 蔡卓妍 | 紫晴         | 高醫生的妻子        |
| 楊采妮 | 謝婉森       | Derek的妻子         |
| 黃秋生 | 聂醫生       |                     |
| 许绍雄 | 紫晴之父     |                     |
| 黄淑仪 | 紫晴之母     |                     |
| 林依轮 | 謝婉森的同事 |                     |
| 張同祖 | 李醫生       |                     |
| 連晉   | 陳醫生       |                     |
| 蒲進   | 謝俊         |                     |
| 林雪   |              |                     |

## 主题歌
| 曲別   | 歌名                       | 作曲          | 作詞           | 演唱   |
| 主題曲 | 《再说一次我爱你》（國語） | Kim Heon Jick | 刘德华、李安修 | 刘德华 |
| 主題曲 | 《繼續談情》（粵語）       | 徐繼宗        | 徐繼宗         | 刘德华 |

## 票房
香港收获1169万港币，位列香港年度华语片第九位。中国大陆票房880万人民币。